# Bundschuh

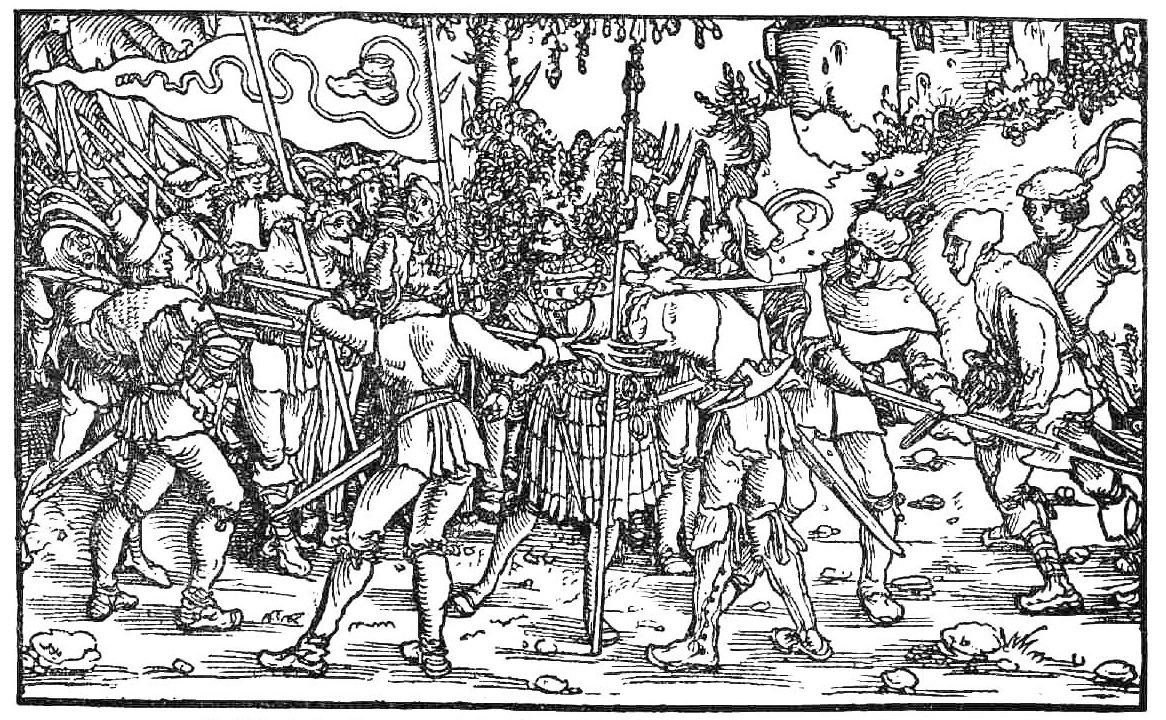
Campesinos sublevados con el emblema del "Bundschuh" rodeando a un caballero. Grabado del así llamado Maestro Petrarca del Trostspiegel, 1539.

Con el nombre de Bundschuh-Bewegung (en alemán, literalmente Movimiento del calzado de cordones) se denominan conspiraciones de campesinos que tuvieron lugar entre 1493 y 1517 en el Sudoeste de Alemania. Un movimiento similar obró bajo la denominación "Pobre Konrad". Estos eventos no consistieron en levantamientos en sentido estricto, sino más bien en la organización de distintos grupos de conjurados que perseguían objetivos más o menos secretamente en Schlettstadt (en Alsacia), Bruchsal, Lehen en Brisgovia y en la Alta Renania liderados en las tres últimas regiones por Joss Fritz. Se consideran precedentes de la "Guerra de los campesinos alemanes" de los años 1524-1525.
El nombre de "Bundschuh" (que literalmente significa zapato atado o ligado) obedece al símbolo utilizado por los conjurados. El "Bundschuh" era el típico calzado campesino, empleado emblemáticamente en contraposición a las botas de los nobles. Esto simbolizaba la unión de los conjurados frente a los Señores.

## Antecedentes
Como un precedente de las conjuraciones "Bundschuh" se cita el movimiento campesino del año 1476 en el valle del río Tauber, en Niklashausen, en torno de la prédica de Hans Böhm, que tenía a la vez características sociales y religiosas. Logró reunir en un corto lapso de tiempo entre 40.000 y 70.000 partidarios que lo consideraban como su profeta, pero fue capturado y juzgado por hereje en Wurzburgo, donde fue ejecutado en la hoguera el 19 de julio de 1476.

## Conjuraciones

### Sélestat (Alsacia)
Los conjurados del año 1493 eligieron el "Bundschuh" como símbolo y se levantaron contra el sistema jurídico imperante, al que tenían por poco transparente e injusto y contra los altos impuestos y el endeudamiento resultante. Los objetivos eran el saqueo y ultraje de judíos, la declaración de un Jubileum (año santo) en el que debían declararse caducas todas las deudas, la supresión de aduanas y tasas, la supresión del tribunal imperial de Rottweil, el derecho de votar los impuestos, la limitación del salario de los párrocos a 50 o 60 florines, la supresión de la confesión auricular y el derecho de cada comunidad a elegir sus propios tribunales. Los conjurados planeaban que en el momento en que reunieran fuerzas suficientes, tomarían por asalto la fortaleza de Sélestat, confiscarían los fondos de la ciudad y de los monasterios y extenderían la sublevación a toda Alsacia.
Este grupo estaba liderado por Johann Ullmann (un exalcalde de Sélestat) y por Nicolas Ziegler. Pero los planes fueron descubiertos la noche anterior al día designado y 40 conjurados fueron severamente castigados. Johan Ullmann fue descuartizado en Basilea y Nicolas Ziegler ejecutado en Selestat. Otros sufrieron amputaciones de miembros y fueron expulsados de la región. Algunos pudieron refugiarse en Suiza.

### Untergrombach
En Untergrombach se formaron grupos de conjurados liderados por Joss Fritz en el año 1502 luego de las pestes y penurias de 1501. Pretendían la supresión de las servidumbres, la distribución de los bienes de la Iglesia en favor del pueblo y el reconocimiento del emperador y del papa como únicas y exclusivas autoridades en desmedro de los señores locales. En seis meses se habrían conjurado 7000 hombres y 400 mujeres. Pero antes de que comenzasen sus acciones, fueron traicionados y denunciados al obispo de Espira. Joss Fritz pudo escapar, pero 110 miembros fueron capturados y 10 ejecutados.

### Lehen/Breisgau
Después de su fuga, Joss Fritz se estableció en Friburgo de Brisgovia. Luego de tres años de inflación y malas cosechas, inició en 1513 una nueva conjuración, esta vez con más reivindicaciones:
- Ningún señor aparte del papa y del emperador
- Sólo el tribunal del lugar de residencia debe ser competente
- Los tribunales eclesiásticos deben limitarse a los asuntos propios de la Iglesia
- Cuando el pago de los intereses alcance el monto del capital prestado, se libera el deudor
- La pesca, la caza de aves, la madera, los bosques y las praderas son comunes y de libre utilización
- El salario de los eclesiásticos debe ser limitado a una libra
- Distribución de los bienes superfluos de la Iglesia a los pobres y en parte a las cajas de guerra
- Los impuestos excesivos y las aduanas deben anularse
- Paz eterna en la Cristiandad, los amantes de la guerra deben ser enviados contra los infieles
- Los miembros del "Bundschuh" serán protegidos y estimados, sus enemigos castigados

Se puede entrever un cierto parentesco entre estas proposiciones y los "12 artículos" que establecieron mucho después los campesinos suabos en Memmingen en 1525.
También esta conjuración fue traicionada, pero Joss Fritz consiguió nuevamente escapar. Las autoridades de Friburgo de Brisgovia siguieron persiguiendo a los conjurados durante muchos años.

### Alta Renania
En 1517 volvió Fritz a su región de origen, donde inició una nueva conjuración, esta vez traicionada por un confesor. Algunos integrantes fueron ejecutados, pero la mayoría logró escapar, entre ellos nuevamente Joss Fritz. En cuanto a éste, fue visto por última vez en 1524 en Klettgau, el año en que estalló la "Guerra de los campesinos alemanes". Después, no se sabe más de su vida.